# Dance Madness
Dance Madness è un film muto del 1926 diretto da Robert Z. Leonard.

## Trama
A Parigi per festeggiare il secondo anniversario di matrimonio, Roger e May si trovano ad affrontano una crisi non prevista: l'atmosfera della Ville Lumière dà alla testa a Roger, che trascura la moglie per corteggiare una misteriosa e seducente danzatrice mascherata. May scopre che la donna del mistero non è altri che la moglie del suo ex maestro di danza. Insieme, le due donne preparano una trappola per testare la fedeltà del marito farfallone.

## Produzione
Il film fu prodotto da Robert Z. Leonard per la MGM.

## Distribuzione
Distribuito dalla MGM, il film uscì nelle sale cinematografiche degli Stati Uniti il 4 gennaio 1926.